# Miditerranean Pads
Miditerranean Pads is het 21ste muziekalbum van de Duitse specialist op het gebied van elektronische muziek Klaus Schulze. Het is opgenomen in Hambühren. Het is het eerste album van Schulze dat volledig is afgestemd op de lengte van de cd. Er konden derhalve geen bonustracks bij. De Midi doet zijn/haar intrede; ook is voor het eerste de Fairlight CMI te horen, destijds een revolutionair toetseninstrument.

## Musici
- Klaus Schulze – elektronica, slagwerk
- Georg Stettner – Fairlight
- Elffi Schulze (vrouw van …) – zang (2)

## Composities
1. Decent changes (32:36)
2. Miditerranean Pads (14:12)
3. Percussion planante (25:01)